# Лесные братья (повесть)
«Лесны́е бра́тья (Давы́довщина)» — историко-приключенческая повесть (в некоторых источниках она именуется историко-революционной) А. П. Гайдара. Впервые с незначительными сокращениями издавалась с 10 мая по 12 июня 1927 года в свердловской газете «Уральский рабочий». Приблизительно в тот же период повесть была опубликована в усольской газете «Смычка». С тех пор и вплоть до 1987 года «Лесные братья» ни разу не были изданы.

## Сюжет
Стиль и тематика повести «Лесные братья», как, впрочем, её сюжет и время развития действия отсылают читателей к более ранней повести А. П. Гайдара — «Жизнь ни во что (Лбовщина)». «Лесные братья» являются своеобразным продолжением книги об Александре Лбове.
Группа уральских боевиков под руководством рабочих — братьев Алексея и Ивана Давыдовых проводит серию террористических операций вблизи Александровского завода и каменноугольных Луньевских шахт (копей), находящихся на севере Пермской губернии. На первых порах давыдовский отряд связан с партизаном Александром Лбовым.

## История создания
Работу над повестью А. П. Гайдар вёл в начале 1927 года, во время непродолжительного визита в Пермь из Свердловска. Как отмечает писатель в прологе, «Лесные братья» созданы на исторической основе, вымышленными стали лишь второстепенные персонажи.
На год раньше с целью сбора рабочих материалов он посещает Александровск, где на два дня останавливается у вдовы некого Тимшина, который оказывал содействие братьям Давыдовым. По воспоминаниям Тимшиной, Гайдар интересовался мельчайшими подробностями. Покидая Александровск, писатель произнёс:
Буду писать книжку о Давыдовых. Нельзя забывать смелых людей.
Вторая уральская повесть А. П. Гайдара, «Лесные братья», после первой публикации имела блестящий успех. Читатели «Уральского рабочего», привыкшие к мелким бытовым рассказам, были восторженны острым, увлекательным сюжетом.

## Критика
Одним из откликнувшихся на повесть «Лесные братья» стал советский писатель и журналист П. П. Бажов. Он оставил следующий отзыв о книге:
В таких условиях было заметным литературным явлением, когда на страницах „Уральского рабочего“ стала печататься с продолжением повесть Аркадия Гайдара, который тогда работал в газете… Может быть, в ней было немало литературных недостатков… но помню, какое огромное впечатление произвела эта повесть на читателей. Видимо, люди сразу почувствовали, что пришел новый человек, раскрывший тему революционной романтики увлекательно и просто.

## Переиздания
- Гайдар А. П. «Лесные братья (Давыдовщина)» (1927)